# شهرستان براون (داکوتای جنوبی)
شهرستان براون، داکوتای جنوبی (به انگلیسی: Brown County, South Dakota) یک سکونتگاه مسکونی در ایالات متحده آمریکا است که در داکوتای جنوبی واقع شده‌است.

## خصوصیات
شهرستان براون ۴٬۴۸۳٫۲۹ کیلومترمربع مساحت دارد.